# 文德甲站
文德甲站位于马来西亚彭亨州文德甲镇，属于东海岸线的其中一站。马来亚铁道公司是该车站的主要经营者。未来将会是东海岸衔接铁道的其中一站。

## 主要路线
- 文德甲至金马士
- 文德甲至道北